# William Edouard Scott
William Edouard Scott, né le 11 mars 1884 à Indianapolis et mort le 16 mai 1964 à Chicago, est un peintre afro-américain. Avant même qu'Alain Locke ne demande aux Afro-Américains de créer et de représenter le Nouveau Noir qui les propulserait dans le futur, des artistes comme William Edouard Scott représentent les Noirs de nouvelles façons pour rompre avec les images d'assujettissement du passé. William Edouard Scott, bien connu pour ses portraits, scènes haïtiennes et peintures murales, conteste la représentation standard des noirs dans l'art dans la première moitié du XXe siècle en utilisant un sujet noir d'une manière édifiante. Cependant, tout comme son style est resté traditionnel plutôt qu'abstrait, il est relativement conservateur dans ses représentations de l'homme noir.

## Biographie
William Edouard Scott naît le 11 mars 1884 à Indianapolis. Après avoir obtenu son diplôme de Manual Training High School (en) en 1903, Scott passe un an à étudier le dessin avec Otto Stark (en). En 1904, il s'installe à Chicago et fréquente l'École de l'Art Institute of Chicago, où il remporte le prix Frederick Mangus Brand pour sa composition picturale,. Pendant son séjour à Chicago, il peint des peintures murales autour de la ville, dont Commerce, qui est encore considérée aujourd'hui comme remarquable. Il améliore sa technique impressionniste lors de ses voyages en France. Il étudie à l'Académie Julian et à l'Académie Colarossi où il est l'élève d'Henry Ossawa Tanner, célèbre peintre afro-américain qui a déménagé à Paris pour éviter les préjugés raciaux contre son art. S'entraînant à Paris, Scott se fait une réputation plus facilement qu'en Amérique. Peut-être à cause de cela, il semble être plus conservateur dans ses représentations du "Nouveau Noir" que d'autres dans le mouvement, et peint parfois des scènes qui n'ont rien à voir avec la race. Au cours des années 1910-1914, par exemple, il rend occasionnellement visite à son ancien professeur à la colonie artistique d'Étaples et il y peint des scènes locales, telle que Rainy Night at Étaples, en 1912 et d'autres, sous l'influence de Tanner.
Après avoir terminé ses études, Scott reçoit une subvention de la Fondation Rosenwald et se rend en Haïti pour peindre ceux qui ont conservé leur héritage africain,. Plus tard, il se rend en Alabama pour étudier les Noirs dans différentes communautés du Sud. En refusant de peindre les Noirs comme seuls esclaves et travailleurs (comme tant d'autres avant lui), Scott espère inverser les perceptions stéréotypées des Afro-Américains et finalement favoriser une compréhension entre les hommes. À son retour à Chicago, Scott poursuit cet objectif en peignant des Noirs dans des positions de premier plan faisant des actes nobles tout au long des portraits et des peintures murales qu'il crée jusqu'à la fin de sa vie.

## Période haïtienne
En 1931, Scott reçoit la bourse Julius Rosenwald (Fonds Rosenwald) pour étudier en Haïti. Pendant son séjour en Haïti, Scott capture l'essence de la société de ce pays. L'une de ses peintures les plus célèbres de cette période est Night Turtle Fishing in Haiti, 1931, qui représente le travail de quatre Haïtiens sur l'eau. La richesse des couleurs sous le ciel brumeux et ensoleillé et la poussée diagonale du bateau basculant sous la force des vagues démontrent la vitalité et la puissance qui font des peintures haïtiennes de Scott ses réalisations artistiques les plus réussies. Mais en plus de la force que les images véhiculent, il y a un sentiment sous-jacent de paix et de calme. Scott a souvent construit sa composition de sorte que la lumière joue un rôle de premier plan dans la définition… du caractère de l'événement, et cette pratique est évidente dans ce cas. La lumière du soleil illumine la tête des hommes par derrière, créant une image angélique. Cela suggère que Scott, qui a peint de nombreuses peintures murales religieuses plus tard dans sa vie, glorifie l'action qu'ils effectuent, la transformant d'une tâche laborieuse en l'incarnation de l'indépendance et de la liberté dont jouissent les Haïtiens, soulignant le fait qu'ils accomplissent cette tâche de leur plein gré. Les oiseaux blancs volant autour du bateau ajoutent à cet effet. Les couleurs froides que Scott a utilisées pour cette pièce ne la différencient pas seulement de nombreuses autres créées à cette époque, mais reflètent également un sentiment de sérénité. Malgré la difficulté évidente du travail à accomplir, cette paix semble caractériser cette scène ou même peut-être la communauté dans son ensemble. Ces hommes haïtiens sont dépeints à la perfection, non pas comme des serviteurs, mais comme des membres indépendants et autosuffisants de leur société.
Les marchés animés d'Haïti sont l'un des sujets préférés de Scott, et il dépeint cette scène et toute son agitation au marché haïtien, 1950. Cette peinture capture l'atmosphère surpeuplée et l'exotisme inhérent aux marchés de l'île. Les colonnes classiques dans leur décor architectural ajoutent un élément de grandeur et de solidité à la scène animée . En outre, il utilise à nouveau la lumière pour attirer le spectateur dans la pièce, personnalisant le peuple haïtien et établissant une norme d'égalité, non seulement entre les personnes sur le marché, mais également entre le spectateur et les sujets de la peinture à mesure que le spectateur devient un participant à la scène[réf. nécessaire]. Ces personnes sont humanisées par ce travail, qui en soi est révolutionnaire dans la nature. Jusqu'à des œuvres comme celles de Scott, les artistes haïtiens sont surtout habitués à l'art français. Les travaux de Scott pendant cette période ont montré aux indigènes qu'il y avait une multitude de sujets à la maison. À travers ces représentations de noirs, il travaille vers son objectif de forger une compréhension entre les hommes.

## Portraits et peintures murales d'Afro-américains
Lorsque Scott retourne aux États-Unis, il continue à peindre des Noirs de manière à redéfinir leur image dans l'art. Un exemple de ses représentations positives des membres de la communauté noire est sa peinture de Frederick Douglass. Dans la peinture, Douglass est montré dans un profil pensif comme si le fardeau du monde était sur ses épaules. Et bien que Scott utilise souvent l'éclairage pour mettre en évidence certains aspects de son travail, il l'utilise ici d'une manière plutôt surprenante. Son teint, bien que suffisamment noir pour avoir une apparence historiquement exacte, semble plus pâle que prévu. Il semble que la lumière brille si directement sur le sujet que sa peau semble plus claire, mais c'est un choix intéressant lorsque la noirceur de Douglass a été quelque chose qui l'a défini ainsi que ses actions tout au long de sa vie. Des choix comme celui-ci suggèrent un certain conservatisme de la part de Scott, même s'il peint un homme qui a fait beaucoup pour la communauté afro-américaine, sa race est loin d'être mise en évidence. Au lieu de cela, les aspects clés de la peinture sont le regard profond de Douglass et son front plissé, qui parlent beaucoup plus de son statut respecté et de sa position de responsabilité que de son rôle d'homme noir. De plus, le cadre et ses vêtements ajoutent à la respectabilité de Douglass, il semble être situé dans une bibliothèque, suggérant son éducation et son intelligence, et il porte un costume, suggérant son succès. Comme Scott a choisi de peindre cet homme afro-américain de premier plan, il conteste évidemment la définition de la noirceur à travers sa représentation d'un personnage New Negro. Cependant, alors que Scott fait une déclaration plutôt révolutionnaire en peignant ce sujet noir, il est suggéré que c'est le personnage de Douglass et non sa noirceur qui le rend digne de peindre un hommage aux approches conflictuelles conservatrices et libérales de Scott sur la question de la race.
Frederick Douglass est une figure récurrente dans les œuvres de Scott, et en 1943, Scott est sélectionné comme le seul artiste noir choisi pour créer une peinture murale pour le Recorder of Deeds Building à Washington, DC. Dans cette peinture murale, Douglass Appealing to President Lincoln, 1943, Scott raconte l'histoire de l'appel de Douglass pour la participation des Afro-Américains aux armées de l'Union dans la guerre de Sécession. Scott, dans sa manière de décrire l'échange entre Lincoln et Douglass, suggère que l'orateur ardent est ici le haut-parleur agressif. Alors que Douglass, les mains légèrement tendues, déplace son poids vers l'avant tout en parlant à Lincoln, le président semble éviter de regarder dans les yeux de Douglass et se concentre sur l'écoute de ses mots. De plus, les papiers éparpillés sur le bureau et autour de la poubelle suggèrent l'urgence et le désespoir et c'est certainement le cas. La guerre civile s'est révélée beaucoup plus difficile que ne le pensaient les dirigeants de l'Union. Et tandis que Douglass présente une solution possible au président, elle est loin d'être idéale aux yeux de Lincoln. Beaucoup de Blancs de cette époque ne croyaient pas que les Afro-Américains pouvaient être des soldats efficaces. Quoi qu'il en soit, Douglass est indéniablement la partie active de cette représentation, qui décrit à nouveau les Afro-Américains comme des membres fonctionnels de la société. Cette représentation renforce le message inhérent au sujet : les Afro-Américains pourraient être tout aussi patriotiques, et donc tout aussi efficaces que les soldats, comme tous les Blancs. Ironiquement, cependant, de la même manière que dans Frederick Douglass, la noirceur de Douglass est encore légèrement minimisée. La peau de Douglass apparaît à peine plus foncée que les parties ombragées de Lincoln. Ainsi, cette peinture est un autre exemple du petit pas de Scott, mais pas d'un saut, dans la direction du mouvement New Negro.
William Edouard Scott est un élément majeur de la transition dans les représentations des noirs dans l'art. Son mentor Tanner n'a pas poussé la question de la race dans son travail après avoir réalisé que la communauté européenne ne pouvait pas s'attendre à comprendre ou à apprécier un thème de nature distinctement américaine. Scott, d'autre part, a pu faire ce que Tanner n'a pas fait, il a dépeint le nouveau noir pour lequel Alain Locke appellerait dans les années 1920. Cependant, il est néanmoins resté conservateur dans son traitement de la race ... Il a évité l'étreinte emphatique de la physionomie noire. Mais c'était l'utilisation par Scott du sujet qui était non seulement positif mais aussi intrinsèquement noir qui était sa contribution au mouvement « New Negro ». À travers ses portraits et ses peintures murales, en plus de représenter des thèmes religieux et politiques qui n'avaient rien à voir avec la race, les œuvres de Scott ont commencé à franchir la barrière raciale et à forger des liens à travers l'art avec la communauté noire et son histoire.
Dans le quartier de Bronzeville à Chicago, Scott a peint plusieurs peintures murales majeures et historiquement importantes au Wabash Avenue YMCA. Ces peintures murales sont tombées dans un état extrêmement critique avec le financement insuffisant du Wabash YMCA. Mais les peintures murales ont été nettoyées en profondeur et restaurées. Elles sont maintenant considérés comme faisant partie d'un monument historique.
Cependant, tout comme le style artistique de Scott est resté traditionnel et basé sur les techniques impressionnistes qu'il avait initialement apprises, son approche de la race est restée quelque peu conservatrice jusqu'à sa mort à Chicago le 16 mai 1964.

## Galerie

Œuvres de William Edouard Scott
Frederick Douglass demande au président Lincoln et à son cabinet d'enrôler les Noirs.
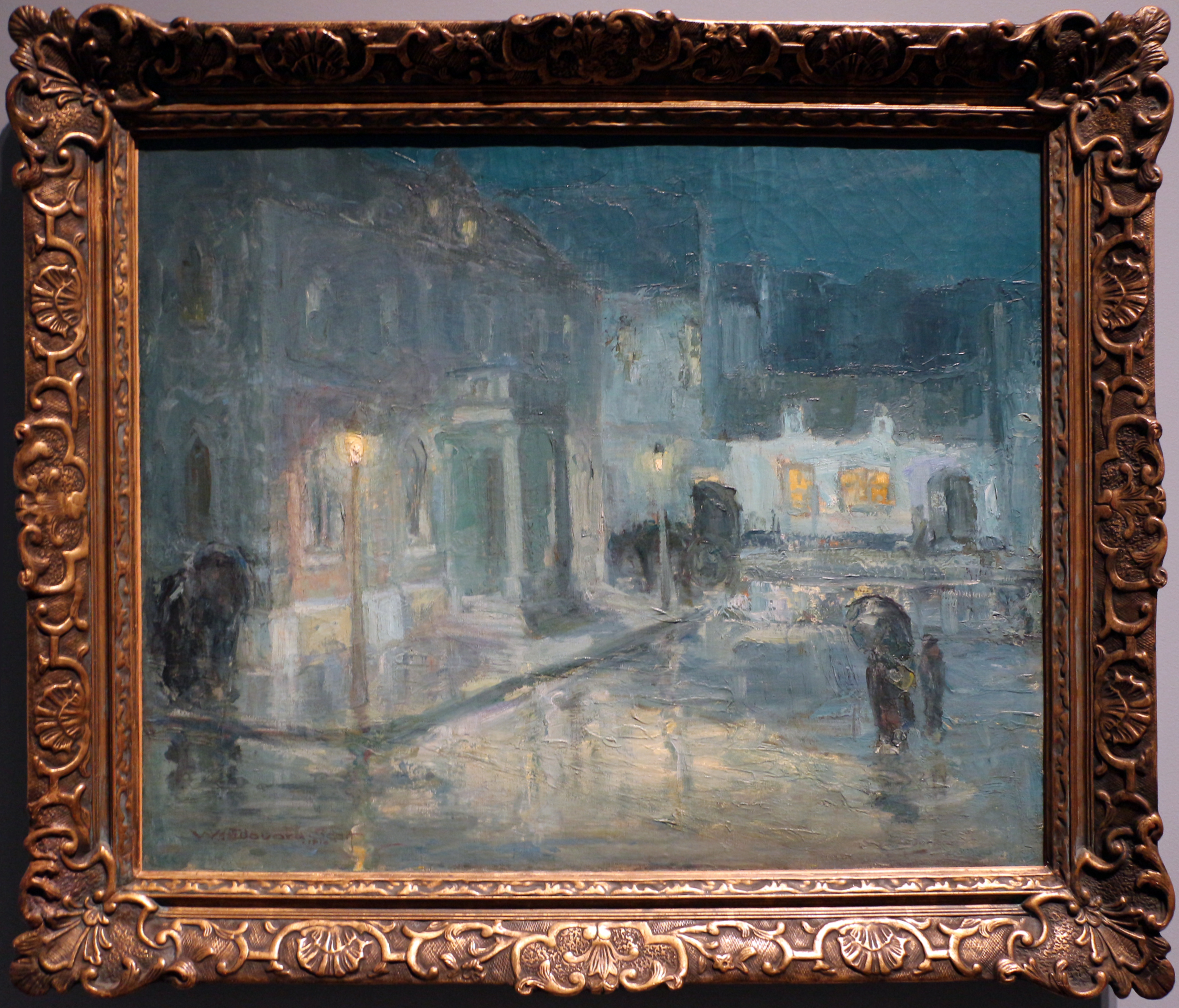
Notte piovosa, Étaples, 1912.
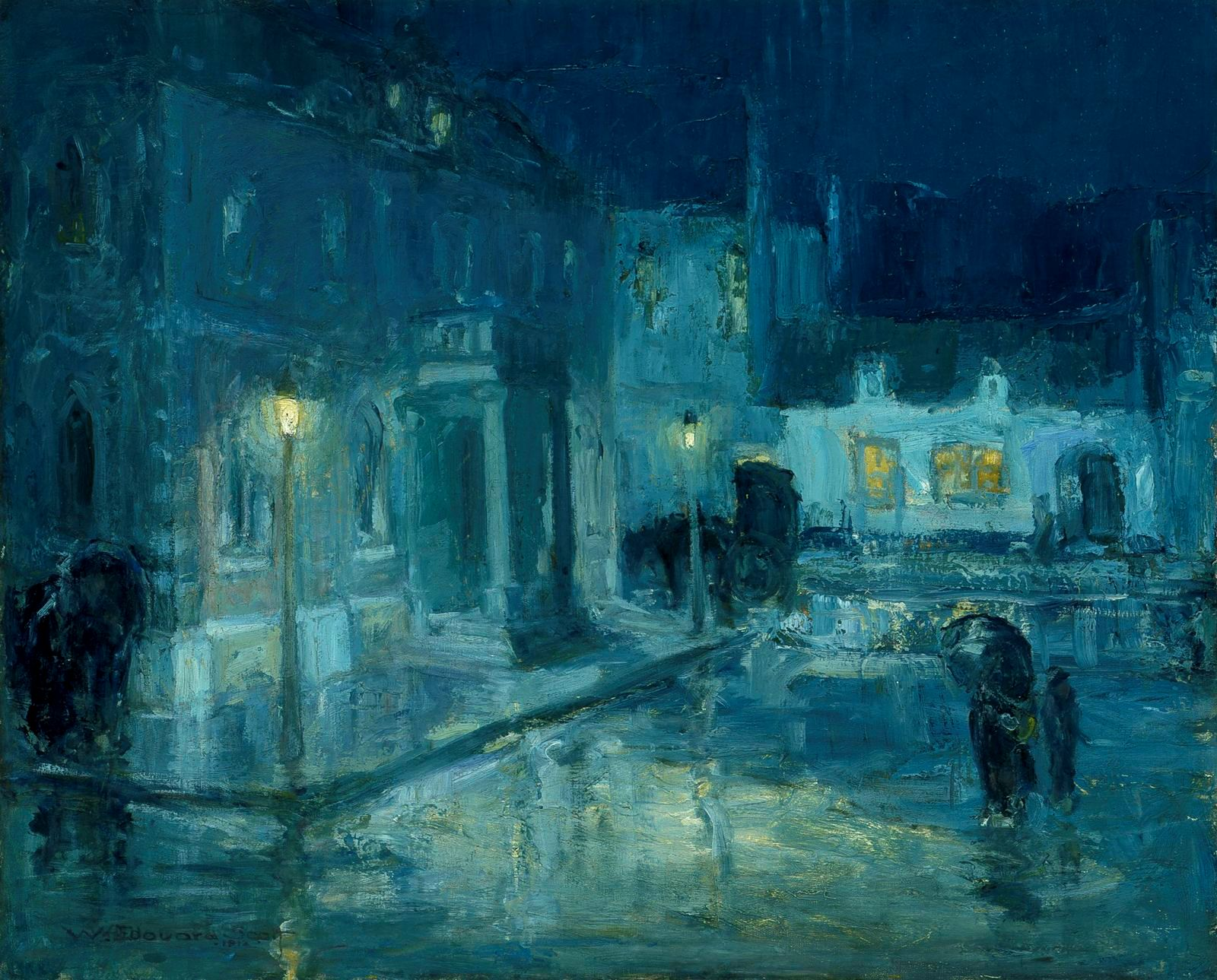
Nuit pluvieuse à Étaples